# Свободен пазар
Свободният пазар в икономиката обхваща всички пазарни размени в обществото, които са предприети доброволно, без да са резултат от външен натиск или принуда.
При свободния пазар размените на стоки и услуги се извършват според доброволно споразумение относно цената между продавача (този, който ги предлага) и купувача (този, който ги получава). Цените се определят според търсенето и предлагането на пазара. Решението на двете страни дали са съгласни относно цената на размяната и дали искат да я предприемат, се взима свободно и доброволно.

## Регулация
В идеалната концепция за свободния пазар държавата не трябва да се намесва при определяне на предлаганите на пазара стоки и услуги, нито при регулирането на цените им, нито да налага тарифи, да субсидира формирането на монополи и пр. Нейната роля е ограничена до осигуряване на сигурност и защита от принуда и мошеничество при извършване на пазарната размяна. Тя може да събира данъци, доколкото те са необходими за финансирането на тази нейна защитна роля. В практиката не е възможно функционирането на пазар без никаква регулация, но единствената законова принуда се осъществява от държавата. Тя се намесва чрез налагането на данъците и таксите, контрол на цените на определени стоки, антимонополно законодателство, определени мерки за защита на потребителите и др.
Свободният пазар стимулира конкуренцията и иновациите, като при свободния достъп до пазара и множеството възможности за осъществяване на пазарна размяна предимство имат по-предприемчивите, предлагащи по-качествени стоки и услуги на по-добри цени за купувачите. Противоположен на свободния пазар е регулираният пазар в командните планови икономики. При тях производството, разпределението, количествата и цените на предлаганите стоки са изцяло под правителствен контрол и не са подчинени на реалните нужди на потребителите и пазарното търсене.
 : Статията се основава на или съдържа материал от Краткия политически речник на термините на Българското училище за политика.